# Konrad Tatarowski
Konrad Witold Tatarowski, także Konrad W. Tatarowski (ur. 12 kwietnia 1948 w Łodzi) – polski literaturoznawca, medioznawca, dziennikarz, poeta; profesor w Katedrze Dziennikarstwa i Komunikacji Społecznej Uniwersytetu Łódzkiego.

## Życiorys
Ukończył studia na kierunku filologia polska na Wydziale Filologicznym Uniwersytetu Łódzkiego (1972), po których w latach 1972–1983 pracował jako asystent w Instytucie Filologii Polskiej UŁ. Następnie w 2004 obronił doktorat, a w 2011 dokonał habilitacji.
W latach 1976–1981 współpracował z Komitetem Samoobrony Społecznej „KOR” W 1976 uczestniczył w akcji pomocy represjonowanym robotnikom z Fabryki Transformatorów i Aparatury Trakcyjnej „Elta” w Łodzi, a w latach 1976–1977 wraz z Józefem Śreniowskim prowadził w Łodzi punkt konsultacyjny dla represjonowanych robotników. W latach 1977–1981 kolportował z Tomaszem Filipczakiem niezależne pisma i książki, w tym m.in.: „Biuletyn Informacyjny” KOR, „Puls”, „Zapis”, „Krytykę”. W 1980 był członkiem Komitetu Założycielskiego „Solidarności na Wydziale Filologicznym Uniwersytetu Łódzkiego.
Od 13 grudnia 1981 do 16 października 1982 był internowany w Ośrodku Odosobnienia w Łęczycy, Łowiczu i Kwidzynie. W latach 1983–1984 przebywał na emigracji w Stanach Zjednoczonych i RFN, pracując jako redaktor w Radia Wolna Europa w Monachium. Publikował wówczas w czasopismach emigracyjnych, takich jak: „Exodus” (Monachium), „Kontakt” (Paryż), „Kultura”, „Pogląd” (Berlin), „Widnokrąg”, „Zeszyty Literackie” (Fryburg), oraz w prasie podziemnej w Polsce, m.in. w: „Wezwaniu”, „Kursie”, „Obecności” i „Kulturze Niezależnej”.
Był sygnatariuszem Listu 218 do Sejmu PRL przeciwko planowanym zmianom w Konstytucji (1975), petycji w sprawie powołania komisji poselskiej dotyczącej represji wobec robotników w Radomiu i Ursusie (1976), petycji przeciw represjom wobec opozycji demokratycznej (1977), deklaracji założycielskiej Klubów Rzeczypospolitej Samorządnej Wolność-Sprawiedliwość-Niepodległość (1981). Był członkiem Stowarzyszenia Pisarzy Polskich (od 1989).
Po powrocie do kraju był prezesem zarządu spółki Biogram w Łodzi (1995), członkiem rady nadzorczej Radia Łódź (1996–1997). W latach 1997–1998 był publicystą „Dziennika Łódzkiego”, a następnie pełnomocnikiem zarządu ds. programu (1998–2004) oraz publicystą (2004–2011) w Radiu Łódź. Ponadto pracował jako adiunkt w Zakładzie Dziennikarstwa Uniwersytetu Łódzkiego, a w latach 2012–2018 jako profesor w Katedrze Dziennikarstwa i Komunikacji Społecznej Uniwersytetu Łódzkiego.

## Publikacje
- Światło w ciemności (1992),
- Literatura i pisarze w programie Rozgłośni Radia Wolna Europa (2005),
- Aksjologia i polityka w pisarstwie i działalności Jana Nowaka-Jeziorańskiego (2010),
- Niezależna literatura i dziennikarstwo przed 1989 rokiem. Idee – ludzie – spory (2016)[1].

## Odznaczenia
- Odznaka honorowa „Zasłużony dla Kultury Polskiej” (2006),
- Krzyż Oficerski Orderu Odrodzenia Polski (2008),
- Krzyż Wolności i Solidarności (2017)[2].